# السودان الفرنسي
السودان الفرنسي (بالفرنسية: Soudan Français) كانت ضمن الإمبراطورية الفرنسية الاستعمارية كمستعمرة فرنسا في إقليم غرب أفريقيا منذ عام 1880م حتى عام 1960م، عندما أصبحت جزء من الاتحاد المالي. سميت هذه المستعمرة بـ'السودان الفرنسي' من عام 1890 حتى عام 1899، ثم مرة أخرى من عام 1920 حتى عام 1958، وقد تغير اسمها عدة مرات. وقد أنشأت المستعمرة في البداية كمشروع عسكري بقيادة القوات الفرنسية، ولكن في منتصف تسعينات القرن التاسع عشر (1890s) أصبحت تحت إدارة مدنية.
تمت تغييرات عديدة لنظام إدارتها في بداية القرن العشرين (1900s) فأحكمت الإدارة الفرنسية سيطرتها على أمور هامة مثل الزراعة والدين والرقيق. في أعقاب الحرب العالمية الثانية، أصبح التجمع الديمقراطي الأفريقي (RDA) بقيادة موديبو كيتا أكثر القوى السياسية في الضغط من أجل الاستقلال.
حافظت مالي في البداية على علاقات وثيقة مع فرنسا وانضمت إلى اتحاد قصير الأجل مع السنغال في عام 1959، ولكن علاقات البلدين ضعفت بسرعة. في عام 1960، أصبحت مستعمرة السودان الفرنسية رسميا جمهورية مالي وبدأت تنأى بنفسها عن السنغال وفرنسا.

## إنشاء المستعمرة

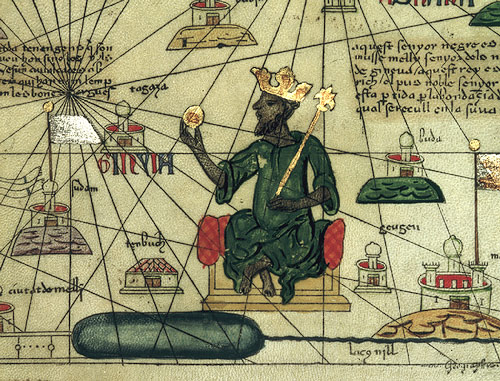
ثروات إمبراطورية مالي. صورة تبين منسى موسى يحمل الذهب.

السودان الفرنسي تشكلت في البداية كمجموعة من المواقع العسكرية امتدادا للمستعمرة الفرنسية في السنغال. على الرغم من أن المنطقة ليست إستراتيجية ولا تقدم قيمة اقتصادية لفرنسا، إلا أن الجيش تواجد لإخضاع المنطقة، وكان سبب ذلك الافتتان بالإمبراطوريات العظيمة التي إزدهرت في تلك الأراضي، مثل إمبراطورية مالي والإمبراطورية السونغاية، كما يرجع سبب التواجد العسكري جزئيا إلى الامتيازات والوعود الترويجية التي تلقاها العسكريين الفرنسيين للإقدام إلى الغزو.
بدأ الغزو الفرنسي في عام 1879، عندما أصدر جوزيف غالياني قرارا بإقامة حصن بالمنطقة ودراسة الأراضي لبناء سكة حديدية من داكار في السنغال إلى نهر النيجر. أعقب ذلك إنشاء عدد من الحصون وانتقاء أعيان من المناطق لإبرام تحالفات سياسية بدايات الثمانينات من القرن السابع عشر (1880). حينها كان الهيكل الإداري للمنطقة لا يزال تحت سيطرة الحاكم الفرنسي في السنغال، وأهم المستعمرات عبارة عن حصون ومواقع عسكرية من بينها منشأت غوستاف بوغني-ديبوغد المهمة في كايس. وبرغم أن الإدارة المدنية في تلك المناطق رسميا كانت تحت إشراف الحاكم الفرنسي المتواجد بالسنغال، إلا أن القادة العسكريين كانوا يجتازون القادة المحليين ويستجيبون للأوامر المباشرة من القادة في باريس.
استولى ديبوغد تدريجيا على المزيد من الأراضي، غالبا باستخدم المشاحنات بين الأعراق وافتعال الصراع السياسي بين أعيان المنطقة، لتعيين قادة محليين مؤيدين لفرنسا.
أدى الصراع بين الإداريين المدنيين والقادة العسكريين الفرنسيينإلى تغييرات عديدة للقيادة، حتى تم تعيين لويس ارشينار حاكما عسكريا سنة 1892. فقد قام الأخير بحملات عسكرية ضد ساموري توري وأحمدو طعل وقادة المقاومة بالمنطقة لدحض المقاومة، هذه الحملات في الغالب نفذت مباشرة من القيادة العسكرية دون تدخل الإدارة المدنية، ومع زيادة تكاليف الحرب، فقررت الإدارة الفرنسية إزاحة ارشينار وتعيين الحاكم المدني لويس ألبرت جغودي للإشراف على تلك المناطق.

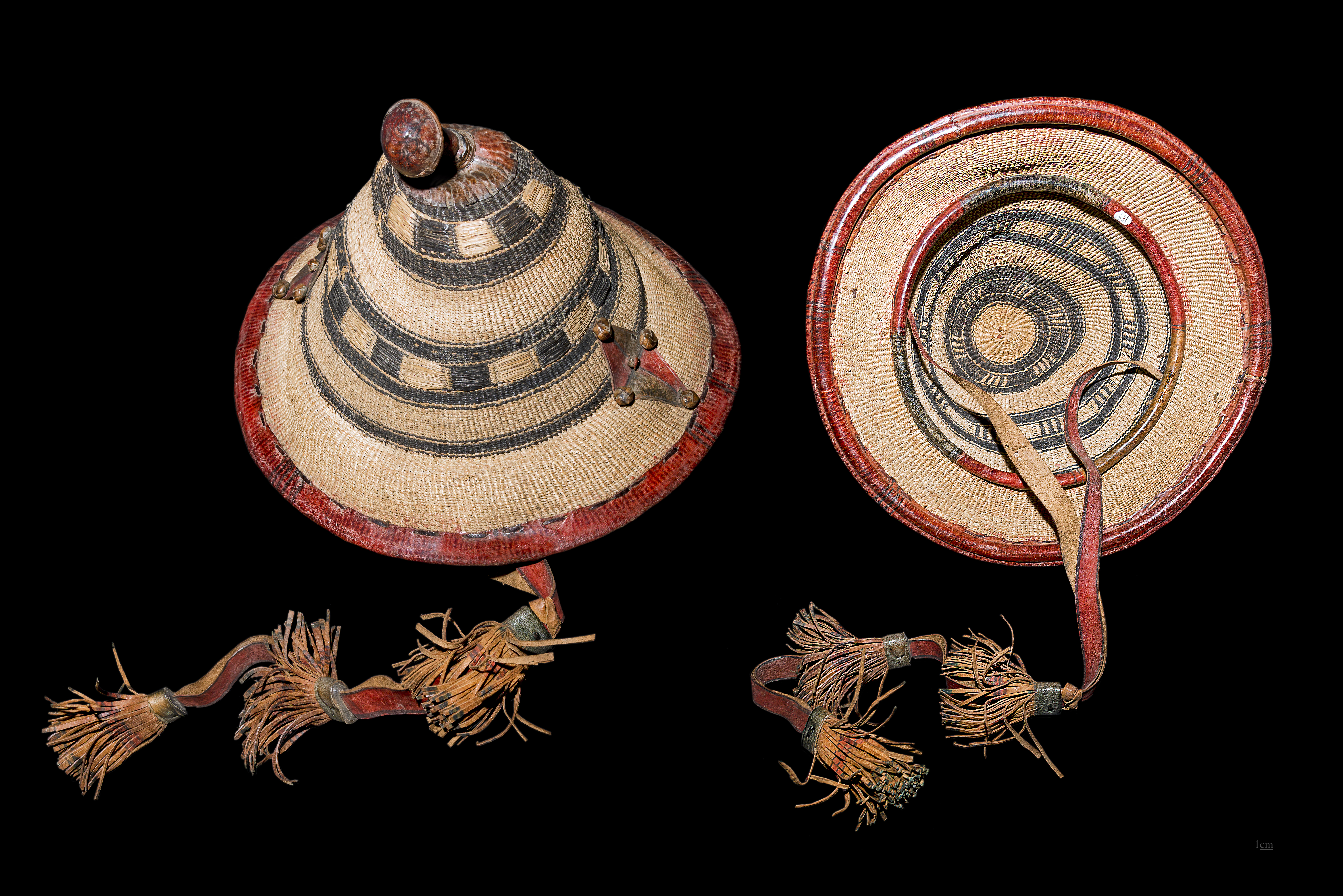
قبعة من السودان الفرنسي - من مقتنيات جوزيف غالياني في متحف تولوز.

## الإدارة والاختصاص

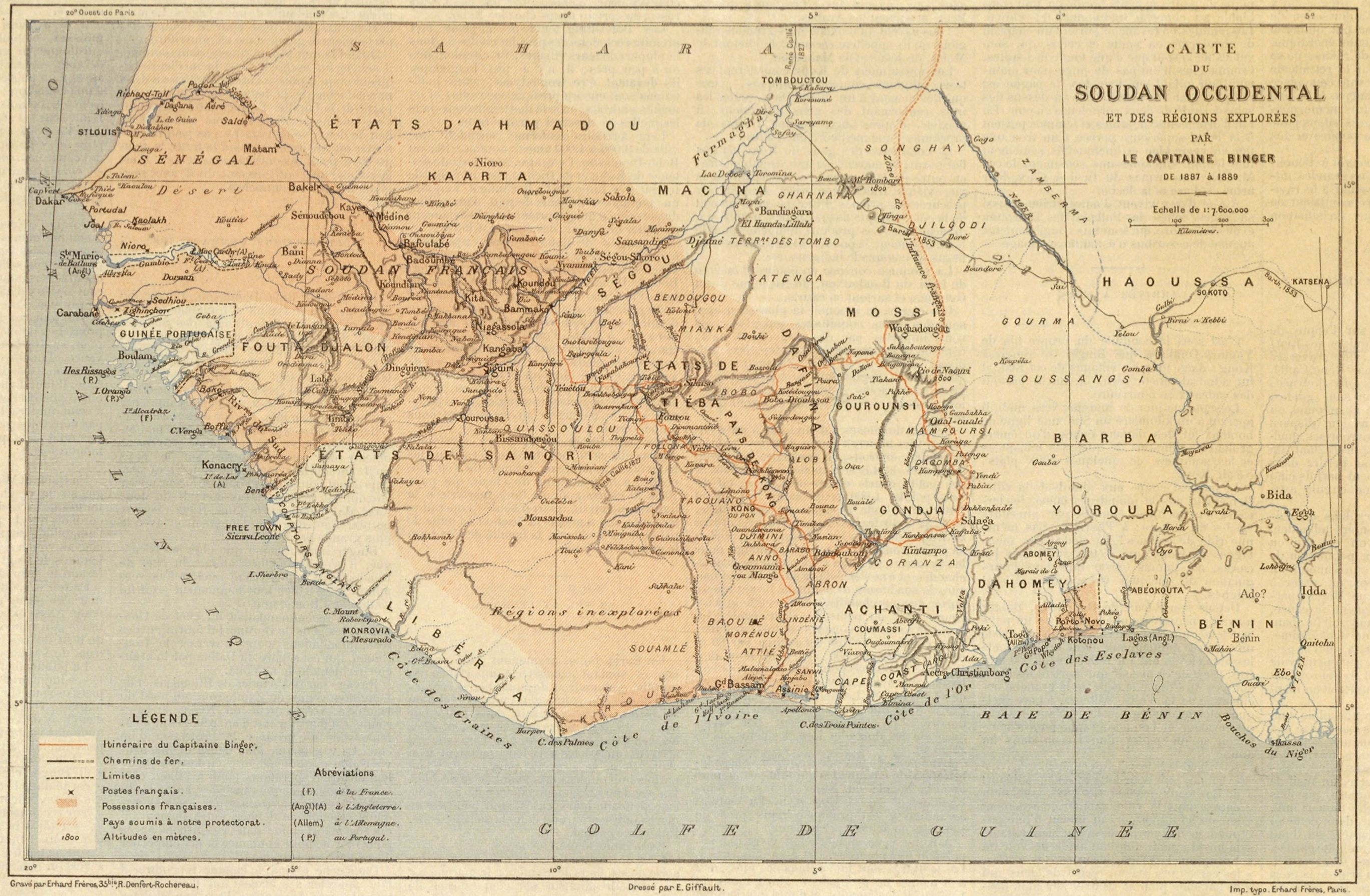
خريطة للمستعمرات الفرنسية في غرب أفريقيا 1889.

تغير اسم المنطقة عدة مرات بين 1880 و 1960 أثناء الحكم الفرنسي. منها أعالي السنغال من عام 1880 حتى 18 أغسطس 1890، بعدها تغير الاسم إلى السودان الفرنسي، وعاصمتها كايس. في 10 أكتوبر 1899، تم تقسيم السودان الفرنسي إلى نصفين، الجزء الجنوبي انضم للمستعمرات الساحلية، والجزء الباقي إنقسم إلى منطقتين سميتا أواسط النيجر والسنغال العليا. في عام 1902، مرة أخرى تم اعتبار المنطقة مستعمرة موحدة تحت اسم سينيغامبي والنيجر (Sénégambie et Niger) تغيير الاسم مرة أخرى في عام 1904 إلى أعالي السنغال والنيجر (Haut Sénégambie et Niger). وأخيرا، في عام 1920، تغير الاسم إلى السودان الفرنسي (Soudan Français).
وكذلك فقد تغيرت الحدود وإدارة المستعمرت. وتم التناوب في حكم المناطق بين الإدارة العسكرية والإدارة المدنية في السنغال. في عام 1893، أصبح السودان الفرنسي رسميا تحت الإدارة المدنية والتي استمرت إلى عام 1899. في هذه المرحلة، تم إعادة تنظيم المستعمرات الفرنسية بتقسيمها إلى 11 محافظة جنوبية مثل غينيا الفرنسية، وكوت ديفوار، وداهومي.
المناطق التي لم يمسها التقسيم حكمت بنظام إدارتين خاضع للمستعمرات الفرنسية الأخرى، وعلى هذا النحو تأسست أراضي المستعمرة بشكل فعلي سنة 1902. حدود المستعمرات لم تتغير كثيرا، حتى عام 1933 تمت إضافة مستعمرة فولتا العليا الفرنسية (Haute-Volta - حاليا بوركينا فاسو)، وإضافة المناطق الشمالية إلى السودان الفرنسي.
سنة 1947 تأسست فولتا العليا وأصبحت حدود السودان الفرنسي ما يعرف بحدود مالى حاليا،  ومدينة كايس كانت العاصمة من 1890 حتى 1908 بعدها تغيرت إلى باماكو، وبقيت على هذا النحو.

## الزراعة
| أسماء المستعمرات | أسماء المستعمرات                                                       |
| ---------------- | ---------------------------------------------------------------------- |
| 1879–1890        | أعلى السنغال                                                           |
| 1890–1899        | السودان الفرنسي                                                        |
| 1899–1902        | مقسمة إلى مقاطعتين إداريتين: وسط النيجر وأعلى السنغال                  |
| 1902–1904        | سنغامبيا والنيجر                                                       |
| 1904–1920        | أعلى السنغال والنيجر                                                   |
| 1920–1958        | السودان الفرنسي                                                        |
| 1958–1960        | جمهورية السودان (جزء من French Community)                              |
| 1960             | مستقلة مثل الاتحاد المالي (يونيو–سبتمبر)، جمهورية مالي (بعد 22 سبتمبر) |

كانت أراضي المستعمرة قادرة على إنتاج أغلب المحاصيل المسقية بمياه الأمطار، وعدد محدود من المحاصيل المسقية لـ 30 سنة الأولى. كانت المكسرات هي المحاصيل النقدية الوحيدة وكانت تجمع بالقرب من السكك الحديدية بين كايس وباماكو.  ومع ذلك، وبعد اختبارات ناجحة لزراعة القطن المصري في غرب أفريقيا خلال الحرب العالمية الأولى، بدأ إميل بليم حملة لبناء نظام ري كبير على طول نهر النيجر.  وابتداء من عام 1921، بدأت مشاريع الري الكبيرة، حول كوليكورو وبعد ذلك في باغيندا كامب ودائرة سيغو، في جلب المياه. وكان يعتقد الفرنسيون بأن هذا المشروع سينافس المراكز الرئيسية لإنتاج القطن في مصر والولايات المتحدة الأمريكية.
وعلى عكس المشاريع الزراعية الأخرى في إفريقيا الفرنسية الغربية، اعتمد مشروع ري السودان الفرنسي في البداية على إعادة توطين الأسر طوعا على طول المحاور التي رسمتها السلطة الاستعمارية. ولما لم تقدر على جذب ما يكفي من المتطوعين، بدأت السلطات الاستعمارية في محاولة لإعادة توطين قسري حول مشروع القطن. تأسس مكتب النيجر في عام 1926 كهيئة تعمل على تسهيل التخطيط للمشاريع الزراعية المروية. قاوم المزارعون إعادة التوطين القسري وطالبوا بحقوق دائمة على الأراضي المروية (والتي كانت في العادة مملوكة لمكتب نهر النيجر). ورغم كل هذه الجهود، لم يتطور اقتصاد المحاصيل النقدية في السودان الفرنسية.

## السياسة الدينية
مثل باقي دول أفريقيا الغربية الفرنسية، كانت المستعمرة تملُك عدداً من السياسات بخصوص الإسلام والمجتمعات الإسلامية. وكانت اللغة العربية والشريعة الإسلامية هي المُفضلة من قِبل الفرنسيين لإنشاء الحكومة الإستعمارية، لعِدة أسباب أهمُها أنها مُقننة جاهزة وسهولة توحيدها.
على الرغم من أن الحكومة الإستعمارية حافظت على سِياسة الحِياد الرسمية في ما يَخُص الدين، إلا أن الإدارة الإستعمارية الفرنسية بدأت بتنظيم التعليم الإسلامي في أوائل القرن العشرون. بالإضافة للتخوف من الصعود السياسي لعموم الحركة الإسلامية في شمال أفريقيا ومنطقة الساحل، مما أدى إلى تبني السياسات التي تهدف إلى منع انتشار الإسلام إلى أبعد مما هو موجود بالفعل ومنع القادة المسلمين من حُكم المجتمعات غير المسلمة. الديانات الأفريقية التقليدية والمسيحية كانت موجودة في ظل سياسات أقل رسمية، وكانت الجهود الفرنسية تستخدمها غالباً لتحقيق التوازن في انتشار الإسلام في المنطقة.
في أربعينيات القرن العشرون، بدأت حركة دينية تُسمى الله كورا في سان سيركل تستند لرؤى شخص واحد. سَمَحَ المسؤولين المحليين للحركة بنشر دينهم وممارسة طقوسهم، حيثُ كان يُنظر إليها على أنها لها تأثير مُحتمل للحد من انتشار الإسلام أقصى الجنوب. في أواخر خمسينيات القرن العشرون، ساهمت احتجاجات المسلمين وأعمال الشغب في جميع أنحاء المستعمرة إلى تنامي حركات الداعية للإستقلال.

## سياسة الرق
مثل باقي دول أفريقيا الغربية الفرنسية، فرضت السلطات الفرنسية قواعد واضحة في محاولة لإنهاء العبودية في المنطقة. في عام 1903، أمرت الحكومة الإداريين الفرنسيين بعدم استخدام الرقيق كفئة عاملة بعد ذلك القرار. وأعقب ذلك قرار فرنسي آخر في عام 1905، والذي أنهى الرقّ في جميع أنحاء إفريقيا الغربية الفرنسية.
استجاب لذلك القرار ما يقرب من مليون عبد في إفريقيا الغربية الفرنسية، عن طريق الابتعاد عن أسيادهم أو تسوية عملية التحرر بطرق أخرى. الحكومة الفرنسية دعمت هذا القرار من خلال إنشاء المستوطنات حول نهر النيجر وحفر الآبار للتجمعات السُكانية في أماكن أخرى حتى يتمكنوا من الزراعة بعيداً عن أسيادهم السابقين.
هذه العمليات والقرارات أثرت بشكل أكبر على الأجزاء الجنوبية والغربية (حالياً مالي)، ولكن في المناطق الشمالية والشرقية وهي جزء من مستعمرة السودان ظلت أعداد كبيرة من العبيد عبيد لأسيادهم. وفقاً لتقديرات تقريبية، في جميع أنحاء المنطقة في الوقت الحاضر في مالي، حوالي ثلث العبيد السابقين تحرروا من العبودية، في حين ظلّ ثلثين مع أسيادهم. وحتى عشرينيات القرن العشرون، كان لا يزال مُعظم عائلات الطوارق التي كانت ما تزال مُستعبدة أصبحت تميل لتربية الحيوانات والسكن ببيوتهم الخاصة.
على الرغم من العبودية ما تزال قائمة، تغيرت بعض جوانب العلاقة مع الإدارة الفرنسية. وكان العبيد الهاربين من أسيادهم يُمكن أن يجدوا الحماية الرسمية من السلطات الفرنسية في المدن لفترة محدودة. العبيد في بعض الأحيان استطاعوا إعادة التفاوض على شروط العبودية مع تغير الوضع السياسي في البلاد. وكان بعض العبيد على استعداد للموافقة على البقاء في العبودية، إذا تلقوا السيطرة على حياتهم العائلية وبعض الأراضي لتوريثها لأطفالهم. وبالإضافة إلى ذلك، فإن الإدارة الفرنسية عملت بنشاط لإنهاء الغارات على الرقيق ومظاهر تجارة الرقيق، والحد بشكل كبير من تِلك الوسائل لاكتساب العبيد. ومع ذلك، فقد استمرت العبودية لعدة عقود بعد إلغاء العبودية سنة 1905، واستمرت هذه الممارسات في كثير من السودان الفرنسي.

## الاستقلال

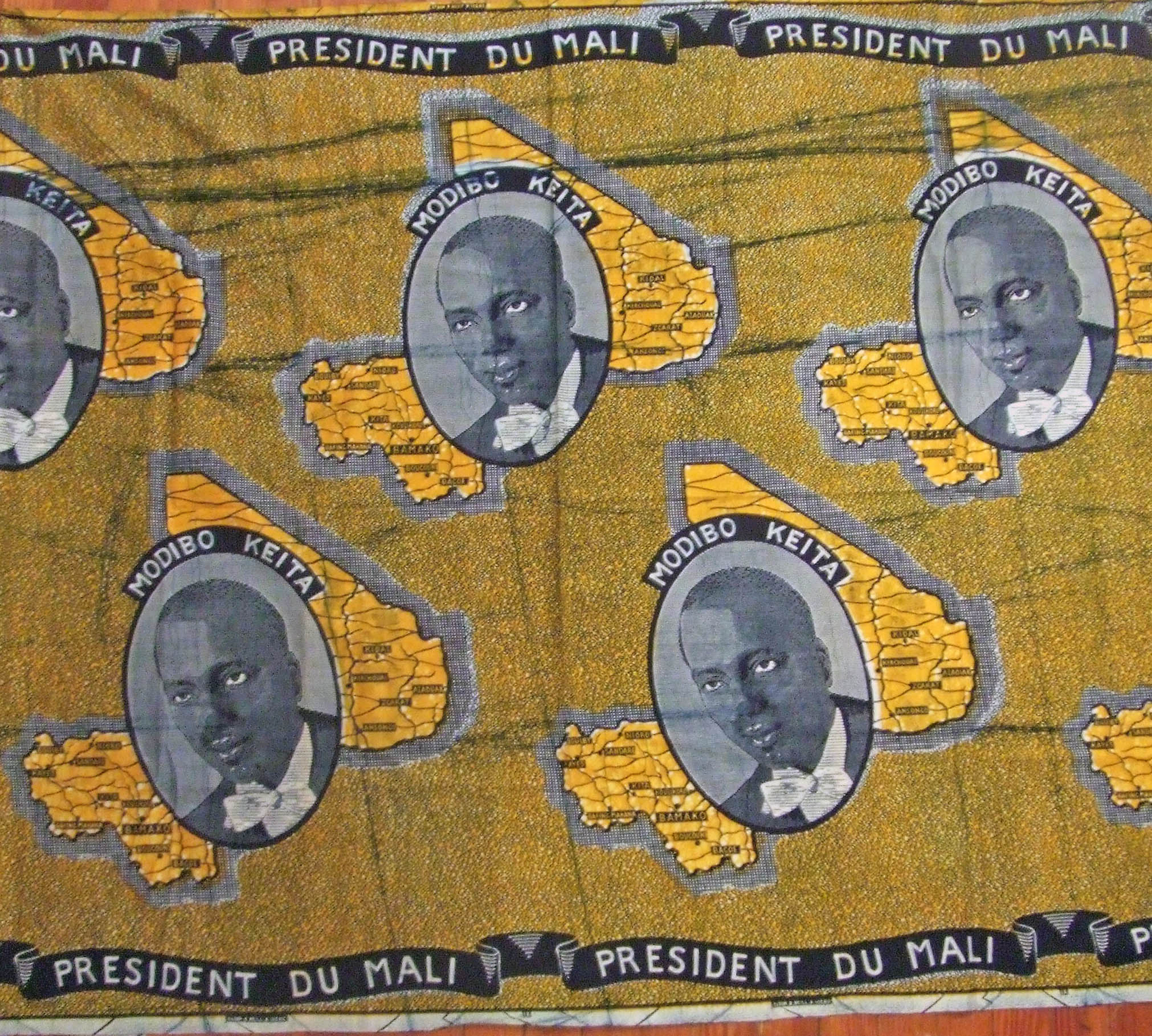
إعلان لموديبو كيتا، أول رئيس لمالي يقود السودان الفرنسي للاستقلال.

بعد بداية تطبيق القانون الفرنسي رقم 59-619 لـ 23 يونيو 1956 والملقب القانون الإطار لدفرير، بدأت عدة مستعمرات فرنسية في غرب أفريقيا في إقامة انتخابات لرفع درجة تقرير شعوبها لمصائرهم. وفي أول انتخابات شهدها السودان الفرنسي سنة 1957، فاز بها التجمع الديمقراطي الأفريقي (بالفرنسية: Rassemblement Démocratique Africain)‏ إلى جانب نجاحات حققها في دول مجاورة هي كوت ديفوار وغينيا الفرنسية وفولتا العليا (بوركينا فاسو حاليا).
بعد الاستفتاء الدستوري الفرنسي 1958، والذي دعمته أغلبية ساحقة، أعلنت جمهورية السودان (بالفرنسية: République Soudanaise)‏ نفسها جمهورية مستقلة داخليا في 24 نوفمبر 1958. تمتعت الجمهورية السودانية، والتي كانت ثاني كيان بعد مدغشقر ينضم للمجتمع الفرنسي، بحكم ذاتي داخلي في حين ارتبطت عملتها وسياستها الخارجية والدفاعية بفرنسا.
في مطلع يناير 1959، كانت هناك خطط لاتحاد يربط جمهورية السودان بالسنغال وداهومي وفولتا العليا في اتحاد دول مستقلة. ولكن وبحلول أبريل، كانت السلطات التشريعية في داهومي وفولتا العليا لم تصادق بعد على الاتحاد المالي، وهكذا تم تشكيل الاتحاد المالي من جمهورية السودان والسنغال فقط. وفي عام 1959، فاز حزب التجمع الديمقراطي الأفريقي لموديبو كيتا بجميع المقاعد ال 70 في الانتخابات التشريعية في جمهورية السودان وانضم إلى الحزب المهيمن في السنغال، برئاسة ليوبولد سيدار سنغور. استكمل الاتحاد الاستقلال في 20 يونيو 1960 عن المجتمع الفرنسي. ولكن سرعان ما أدت انقسامات بين سنغور وكيتا على رئاسة الاتحاد إلى حله في 20 أغسطس 1960. وأعلنت أراضي السودان الفرنسي رسميا جمهورية مالي، وزاد تطرف كيتا، فترك المجتمع الفرنسي في سبتمبر 1960.